# Isabel Mikhailovna da Rússia
Isabel Mikhailovna da Rússia (Moscou, 26 de maio de 1826 – Wiesbaden, 28 de janeiro de 1845) foi a segunda filha do Grão-duque Miguel Pavlovich da Rússia e da sua esposa, a Grã-duquesa Helena Pavlovna (nascida Princesa Carlota de Württemberg). Pelo lado do pai, Isabel era neta do czar Paulo I da Rússia e sobrinha dos czares Alexandre I e Nicolau I da Rússia.

## Biografia
Isabel, que tinha a alcunha de "Lili", nasceu no Kremlin, em Moscovo no dia 26 de maio de 1826 e recebeu o nome em honra da sua tia Isabel Alexeivna (consorte do seu tio Alexandre I da Rússia) que tinha morrido no início do mês e era uma grande amiga da sua mãe.
Cresceu juntamente com as suas irmãs no Palácio Mikhailovsky em São Petersburgo. Os seus contemporâneos diziam que Isabel era a mais bonita entre as irmãs e, tal como a sua mãe Helena, era graciosa nas suas maneiras e bem-educada.
Em finais de 1843, Adolfo de Luxemburgo estava a visitar São Petersburgo e conheceu Isabel pela primeira vez. A madrasta de Adolfo era a Princesa Paulina de Württemberg, uma tia materna de Isabel e, por isso, ambos estavam já relacionados. Adolfo e Isabel apaixonaram-se e, eventualmente, casaram-se no dia 31 de janeiro de 1844 em São Petersburgo. Isabel tinha 17 anos e Adolfo 26.
Depois do casamento o casal permaneceu em São Petersburgo por algum tempo antes de se mudarem para o Castelo Biebrich em Wiesbaden, Alemanha. Isabel, agora Duquesa de Nassau, era uma figura popular entre o seu povo.
Ela e Adolfo tiveram um casamento feliz e a notícia de que ela estava grávida com o primeiro filho menos de um ano após a cerimónia trouxeram grande alegria ao casal. Infelizmente a alegria não durou muito e, nove meses depois, Isabel morreu ao dar à luz uma filha que também não sobreviveu.
O desgostoso Adolfo ordenou então a construção de uma Igreja Ortodoxa Russa (a  Igreja de Santa Isabel no Parque Neroberg em Wiesbaden) para enterrar os restos mortais da sua adorada esposa. A localização da igreja na colina foi escolhida pelo próprio Adolfo para que ele pudesse sempre ver o local onde estava a sua primeira esposa da sua residência.
O sarcófago de Isabel ainda pode ser visitado hoje em dia dentro da igreja que ainda existe.